# Condado de Hardin (Kentucky)
El condado de Hardin (en inglés: Hardin County), fundado en 1793, es uno de 120 condados del estado estadounidense de Kentucky. En el año 2007, el condado tenía una población de 97,949 habitantes y una densidad poblacional de 58 personas por km². La sede del condado es Elizabethtown.

## Geografía
Según la Oficina del Censo, el condado tiene un área total de 1632 km² (630,1 mi²), de la cual 1627 km² (628,2 mi²) es tierra y 5 km² (1,9 mi²) (0.30%) es agua.

### Condados adyacentes
- Condado de Jefferson (noreste)
- Condado de Nelson (este)
- Condado de LaRue (sureste)
- Condado de Hart (sur)
- Condado de Grayson (suroeste)
- Condado de Breckinridge (oeste)
- Condado de Meade (noroeste)
- Condado de Harrison (Indiana) (norte)

## Demografía
Según la Oficina del Censo en 2000, los ingresos medios por hogar en el condado eran de $37,744, y los ingresos medios por familia eran $43,610. Los hombres tenían unos ingresos medios de $30,743 frente a los $22,688 para las mujeres. La renta per cápita para el condado era de $17,487. Alrededor del 10.00% de la población estaban por debajo del umbral de pobreza.

## Localidades
| - Elizabethtown - Muldraugh - mayormente en el condado de Meade - Radcliff - Sonora | - Upton - parcialmente en el condado de LaRue - Vine Grove - West Point |

### Lugares designados por el censo
Nota: Los Lugares designados por el censo no están incorporados.
- Fort Knox - una base militar (parcialmente en el condado de Meade)

### Lugares no incorporados
| - Big Spring - Blue Ball - Cecilia - Colesburg - Dever Hollow - Eastview - Glendale | - Harcourt - Howell Spring - Hardin Springs - Howevalley - Mill Creek - New Fruit - Nolin | - Quaker Valley - Red Mills - Rineyville - St. John - Star Mills - Stephensburg - Summitt | - Tip Top - Tunnel Hill - Vertrees - White Mills - Youngers Creek |